# Rozlewnia

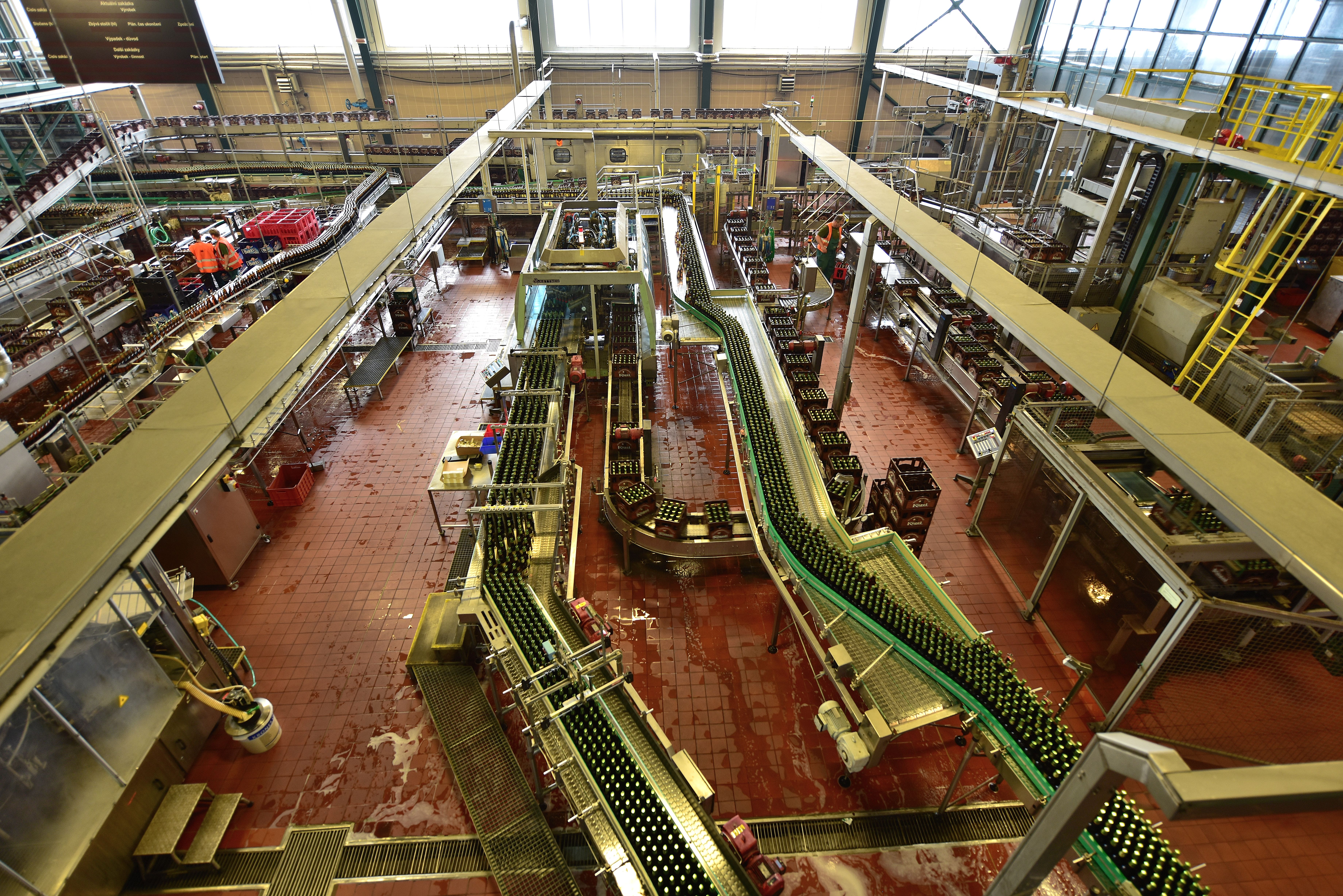
Linia do rozlewu piwa do butelek w Browarze Radegast w Noszowicach

Rozlewnia – miejsce, gdzie prowadzi się pakowanie produktów płynnych. 

## Opis
W przemyśle spożywczym jest to strefa wysokiej czystości, często aseptyczna, gdzie przestrzegane są wysokie standardy czystości i higieny. Rozlewnia jest najczęściej częścią zakładu produkcyjnego. W celu zwiększenia przepustowości i wydajności stosuje się obecnie nowoczesne, w pełni zautomatyzowane linie do rozlewu produktów płynnych. Przykładowo w browarach w ciągu godziny napełnianych jest kilkadziesiąt tysięcy butelek lub puszek.